# Голям свирец
Големият свирец (Numenius arquata) е птица от семейство Бекасови (Scolopacidae). Среща се и в България.

## Разпространение
Гнездови ареал: Евразия от Британските острови до Североизточен Китай. В Европа южната граница на разпространението му достига до Испания, Унгария, Северна Добруджа и Крим.
Разпространение в България
В България е гнездил в миналото – докъм началото на XX век. Понастоящем е възможно гнезденето на отделни двойки, но не е потвърдено. По време на миграция и широко разпространен из влажните зони в цялата страна, най-вече в крайморските езера.
Отделни екземпляри остават да зимуват при меки малоснежни зими, особено по черноморското ни крайбрежие. Денем се хранят по нивите лозята и градините с насекоми и земни червеи, но привечер се завръщат към водоемите. В тях могат да хванат дребни рибки, водни змии и жаби.